# Bothriocera cognita
Bothriocera cognita är en insektsart som beskrevs av Caldwell 1943. Bothriocera cognita ingår i släktet Bothriocera och familjen kilstritar. Inga underarter finns listade i Catalogue of Life.